# Rafael de las Heras Mateo
Rafael de las Heras Mateo (n. 9 de octubre de 1942, Cuéllar) es un político español del siglo XX.

## Biografía
Nacido en la villa segoviana de Cuéllar, fue concejal y alcalde de su municipio en los años 1970, militando en UCD. Ostentó además los cargos de diputado provincial, y fue presidente accidental de la Diputación de Segovia, hasta que el 26 de abril de 1979 es elegido oficialmente presidente de la diputación, cargo que ocuparía hasta 1987. Fue durante la transición junto al también cuellarano Modesto Fraile y otros representantes de UCD uno de los principales impulsores de una autonomía uniprovincial para Segovia, la cual no llegó a término.
En el año 1990 fue nombrado pregonero mayor de la Fiesta de Santa Águeda de Zamarramala (Segovia). Además, existen en la ciudad de Segovia y en La Lastrilla dos calles con el nombre de este presidente provincial.